# Mads Gabel
Mads Gabel-Jørgensen (født 6. februar 1990 i København) er en semi-professionel fodboldspiller, der spiller for Fremad Amager. Mads Gabel spiller højre back, men kan også spille højre fløj, centermidt og centerforsvar.

## Karriere

### FC Øresund
Gabel fik sit gennembrud for FC Øresund i 2009, hvor han fik tilkæmpet sig en startplads på højre back positionen.

### Brønshøj BK
I marts 2012 skrev Gabel kontrakt med Brønshøj efter et par ugers prøvetræning, som gjaldt resten af sæsonen 2011/12. Gabel har stadig sin første scoring for Hvepsene til gode, men med sine mange raids frem af banen har han lavet en del assists, og har også forlænget med Hvepsene flere gange. Senest i sommerpausen 2014, da han skrev under på en ny et-årig kontrakt.

### Lyngby Boldklub
Det blev offentliggjort i løbet af foråret 2015, at Made Gabel skiftede til Lyngby Boldklub til sommer, hvor han skrev under på kontrakt gældende frem til sommeren 2017.

### Fremad Amager
Den 25. december 2016 blev det offentliggjort, at Mads Gabel sammen med Mads Nordam skiftede til Fremad Amager.